# Marcin Łukasz Oleśnicki
Marcin Łukasz Oleśnicki herbu Radwan – stolnik drohicki w latach 1654-1688.
Jako porucznik był elektorem Michała Korybuta Wiśniowieckiego z województwa lubelskiego w 1669 roku.